# 羅心堯
羅心堯（1558年—1588年），字允中，號華宇，江西九江府德化縣人，民籍，明朝政治人物。

## 生平
萬曆四年（1576年）丙子科江西鄉試第七十九名，萬曆十一年（1583年）癸未科會試第三百二名，登三甲第一百零九名進士。大理寺觀政，本年授福建漳州府推官，丁憂，十五年復除延平府，十六年充本省乡试同考，卒。

## 家族
曾祖羅子瑛；祖父羅守松；父羅文。母楊氏。具庆下。弟心舜、心禹。